# Belaj (Cerovlje)
Belaj is een plaats in de gemeente Cerovlje in de Kroatische provincie Istrië. De plaats telt 18 inwoners (2001).